# Ferorhinella
Ferorhinella is een geslacht van halfvleugeligen uit de familie schuimcicaden (Cercopidae). De wetenschappelijke naam van dit geslacht is voor het eerst geldig gepubliceerd in 2004 door Carvalho & Webb.

## Soorten
Het geslacht Ferorhinella omvat de volgende soorten:
- Ferorhinella balatra Paladini, 2011
- Ferorhinella brevis (Walker, 1851)